# Neogale felipei
La donnola colombiana (Neogale felipei (Izor e de la Torre, 1978)) è una rara specie di mustelide che vive nel sud della Colombia, nei dipartimenti di Huila e di Cauca, e forse nel nord dell'Ecuador. Il suo nome scientifico commemora Philip Hershkovitz, zoologo statunitense. Fin dalla sua scoperta, solo cinque esemplari sono stati catturati nei siti menzionati; tuttavia, gli studiosi ritengono che la specie sia endemica di tutta la cordigliera Centrale della Colombia e che in Ecuador è molto difficile distinguerla dalla donnola dal ventre rigato (Neogale africana). Precedentemente classificata nel genere Mustela, è stata inserita nel 2021, assieme ad altre quattro specie, nel genere Neogale.

## Descrizione
Ha una lunghezza testa-corpo di circa 22 cm e una coda di 11 cm. La regione dorsale e la coda sono marrone-nerastri, mentre il ventre è di colore beige-arancio. La pelliccia è piuttosto lunga.

## Distribuzione e habitat
Sembra essere limitata alle zone fluviali a quote comprese tra 1700 e 2700 m.
Uno degli esemplari è stato catturato all'interno del parco nazionale naturale Cueva de los Guácharos (9000 ha); anche il parco nazionale naturale Nevado del Huila (158.000 ha) e il parco nazionale naturale Puracé (83.000 ha) si trovano a breve distanza da siti in cui sono stati rinvenuti esemplari di M. felipei. In Ecuador si ritiene che la specie non sia presente, e che gli esemplari ivi catturati siano solo individui allontanatisi dal loro consueto areale.

## Biologia
Sappiamo ancora molto poco sul suo comportamento, però alcune caratteristiche, tra cui i piedi palmati, suggeriscono che possa avere uno stile di vita semi-acquatico.

## Conservazione
All'interno del suo piccolo areale è tuttora in corso una intensa deforestazione e, con solo 10 esemplari conosciuti, si tratta probabilmente del carnivoro più raro del Sudamerica. La specie è considerata vulnerabile dalla IUCN.
È conosciuta dagli abitanti della zona come chucur.